# John Hughlings Jackson
John Hughlings Jackson, född 4 mars 1835 i Providence Green, Green Hammerton, Yorkshire, England, död 7 oktober 1911 i London, England, var en brittisk neurolog. Han forskade i ämnet drömmar och epilepsi.

## Biografi
Jackson var yngsta sonen till Samuel Jackson, en bryggare och yeoman som ägde och odlade sin mark, och Sarah Jackson (född Hughlings), dotter till en walesisk skatteindrivare. Hans mor dog drygt ett år efter att hans födsel. Han hade tre bröder och en syster. Hans bröder emigrerade till Nya Zeeland och hans syster gifte sig med en läkare. Han utbildades vid Tadcaster, Yorkshire och Nailsworth, Gloucestershire innan han började studera på York Medical and Surgical School. Efter att ha fullgjort sin utbildning vid St Bartholomew's Hospital 1856 blev han husläkare vid York Dispensary.
År 1859 återvände han till London för att arbeta på Metropolitan Free Hospital och London Hospital. År 1862 utnämndes han till biträdande läkare, senare (1869)  ordinarieläkare vid National Hospital for Paralysis and Epilepsy beläget på Queen Square, London (nu National Hospital for Neurology and Neurosurgery) samt läkare (1874) vid London Hospital. Under denna period etablerade han sitt renomé som neurolog. Han valdes till ledamot av Royal Society 1878.

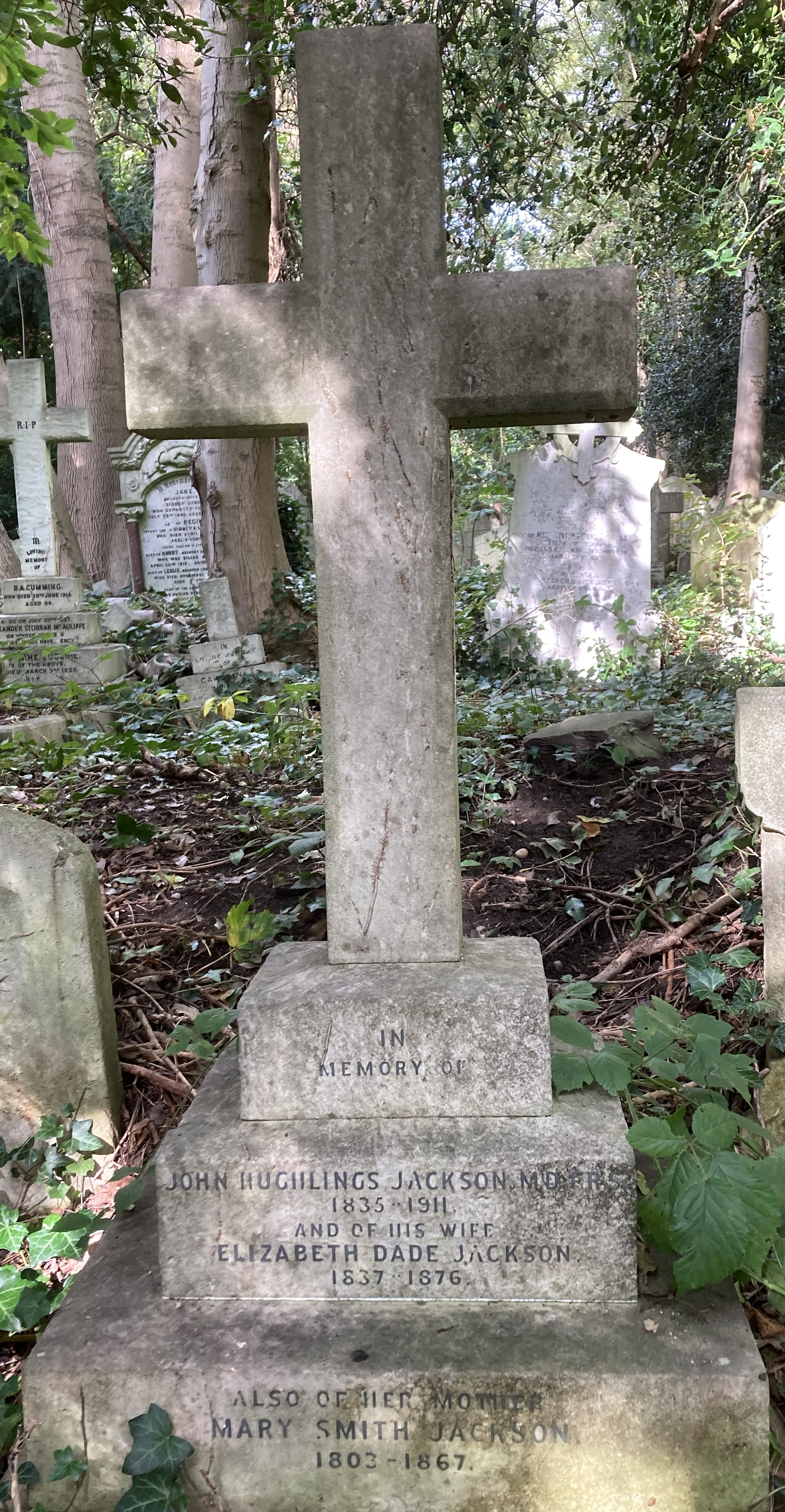
John Hughlings Jackson grav på Highgate Cemetery

Jackson dog i London och begravdes på den västra sidan av Highgate Cemetery. Han var ateist.

## Vetenskapligt arbete
Jackson var en innovativ tänkare och en produktiv och klarsynt, om än ibland repetitiv, författare. Även om hans intresse var brett, är han bäst ihågkommen för sina viktiga bidrag till diagnos och förståelse av epilepsi i alla dess former och komplexiteter. Hans namn är förknippat med den karakteristiska "marschen" (Jacksonmarschen) av symptom på motoriska störningar och till det så kallade "drömtillstånd" av psykomotorisk störning, som orsakas av temporära tillstånd i hjärnan. Hans artiklar om den senare sorten av epilepsi har sällan blivit bättre i deras beskrivande kliniska detalj eller i deras analys av förhållandet mellan psykomotorisk epilepsi till olika mönster av patologisk automatism och andra psykiska och beteendemässiga störningar.
Jackson forskade också om afasi och noterade att vissa afasiska barn kunde sjunga, även om de hade förlorat kraften i vanligt tal. Han studerade också vilka typer av språkförlust som hittades hos patienter med vänster-hjärnskada, inklusive fasta fraser, som "Good bye" och "Oh, dear". 
I sin ungdom hade Jackson varit intresserad av konceptuella frågor och man tror att han 1859 övervägde idén att överge medicinen för filosofin. Således handlade en viktig del av hans arbete om den evolutionära organisationen av nervsystemet som han föreslog tre nivåer för: en lägre, en mellersta, och en högre. På den lägsta nivån skulle rörelserna representeras i sin minst komplexa form. Sådana centra ligger i förlängda märgen och ryggmärgen. Mellannivån består av det så kallade motoriska området i cortex, och de högsta motoriska nivåerna finns i prefrontalområdet.
De högre centra hämmade de lägre och därmed skador därav orsakade "negativa" symtom (på grund av avsaknad av funktion). "Positiva" symtom orsakades av funktionell frisättning av de nedre centrumen. Denna process kallade Jackson "upplösning", en term han lånade från Herbert Spencer. Den "positiva-negativa" distinktionen tog han från Sir John Reynolds.
Kontinentala psykiatriker och psykologer (t.ex. Théodule Ribot, Pierre Janet, Sigmund Freud, Henri Ey) har påverkats mer av Jacksons teoretiska idéer än deras brittiska kollegor. Under 1980-talet introducerades "realitet-negationen" relaterad till symptomen av schizofreni.
Han var en av endast ett fåtal läkare som hade levererat goulstoniska (1869), crooniska (1884) och lumleiska (1890) föreläsningar till Royal College of Physicians. Han framförde också 1872 års Hunterian Oration till Hunterian Society. 
Tillsammans med sina vänner Sir David Ferrier och Sir James Crichton-Browne, två framstående neuropsykiatriker av sin tid, var Jackson en av grundarna av den viktiga tidskriften Brain, som ägnades åt interaktionen mellan experimentell och klinisk neurologi (publiceras fortfarande idag). Dess premiärutgåva publicerades 1878.
År 1892 var Jackson en av grundarna av National Society for the Employment of Epileptics (nu National Society for Epilepsy), tillsammans med Sir William Gowers och Sir David Ferrier.